# 領主
領主（法語：Seigneur，法語發音：[sɛɲœʁ] ⓘ）在大革命前的法国、1854年之前在新法兰西和英属北美以及海峡群岛一直是農奴制下的封建头衔。領主是指拥有领地（又称封地、采地、封邑、采邑、食邑，属一种土地保有权形式）的个人或集体。領主对领地的农奴（serf）拥有人身和财产的相关权利。 農奴制的三个特点： 1. 農奴身份世襲。 2. 与奴隶不同，農奴有权利拥有生产资料，但可以不拥有。 3. 领主有法定的权利包括司法权，来管辖農奴。

## 欧洲之外
在亚洲，江户时代日本幕藩体制里的大名，印度莫卧儿帝国的纳瓦卜，清朝的外藩均由大量的类似世袭制领主统治。清初的所謂「八旗领主」则因沒有領地而非完全意义上的“領主”:91。